# Fiat M14/41
Fiat M14/41 – włoski czołg średni, który wszedł do służby w roku 1941. Po raz pierwszy użyty został przez armię włoską w działaniach wojennych w Afryce.

## Historia
Czołg M14/41 był rozwinięciem wcześniejszej wersji Fiat M13/40 z mocniejszym silnikiem Diesla oraz lepszym opancerzeniem. W latach 1941–1942 wyprodukowano go w liczbie 800 sztuk. W 1942 na bazie kadłuba i zawieszenia czołgu M14/41 rozpoczęto produkcję zmodyfikowanego działa samobieżnego Semovente da 75/18. Po kapitulacji Włoch we wrześniu 1943 czołgi M14/41 zostały przejęte przez Niemców, otrzymując oznaczenie PzKpfw M14/41 736(i). Wykorzystano je między innymi do tłumienia powstania warszawskiego w 1944. 